# Dazzy Vance
Charles Arthur Vance (ur. 4 marca 1891, zm. 16 lutego 1961) – amerykański baseballista, który występował na pozycji miotacza przez 16 sezonów w Major League Baseball.

## Życiorys
Vance zawodową karierę rozpoczął w 1912 roku w zespole z Nebraska State League York Prohibitionists. Przed rozpoczęciem sezonu 1915 podpisał kontrakt z Pittsburgh Pirates, w którym rozegrał jeden mecz, po czym przeszedł do New York Yankees. Przez następne siedem lat grał w klubach niższych lig (w MLB zagrał tylko w dwóch meczach w sezonie 1918).
W 1922 podpisał kontrakt z Brooklyn Dodgers, w którym zadebiutował 13 kwietnia 1922 w meczu przeciwko New York Giants; zaliczył pełny mecz, jednak Dodgers przegrali 4–5. W sezonie 1922 rozegrał najwięcej w National League shutoutów (5) i zaliczył najwięcej strikeoutów (134, zwyciężał w tej klasyfikacji 7 sezonów z rzędu). W 1924 zdobył Potrójną Koronę zwyciężając w klasyfikacji zwycięstw (28, rok później ponownie zaliczył najwięcej wygranych - 22), ERA (2,16) i strikeoutów (262), a także został wybrany najbardziej wartościowym zawodnikiem. Będąc zawodnikiem zespołu z Brooklynu w sezonie 1928 i 1930 miał najlepszy wskaźnik ERA (odpowiednio 2,09 i 2,61). Występował jeszcze w St. Louis Cardinals (w 1934 zdobył z tym klubem mistrzostwo), Cincinnati Reds oraz Brooklyn Dodgers, w którym zakończył karierę w wieku 44 lat. W 1955 został wybrany do Galerii Sław Baseballu.
Zmarł 16 lutego 1961 na zawał serca w wieku 69 lat.

## Nagrody i wyróżnienia
| Nagroda/wyróżnienie      | Lata    | Źródło |
| MVP National League      | 1924    | [ 5 ]  |
| Zwycięzca w World Series | 1934    | [ 6 ]  |
| Baseball Hall of Fame    | od 1955 | [ 7 ]  |